# Meltdown (säkerhetshål)

Meltdown är ett säkerhetshål i Intels mikroprocessorer, offentliggjort den 3 januari 2018 tillsammans med det närbesläktade säkerhetshålet Spectre.
Säkerhetshålet innebär risk för informationsläckage från operativsystemets kärna till en användarprocess, vilket av skadlig kod skulle kunna utnyttjas för att avlyssna känslig information, till exempel lösenord, kryptonycklar och kreditkortnummer. Exempelvis skulle molntjänst-kunder kunna stjäla information från andra kunders virtualiserade processer i datacenter och molntjänster. Ännu (januari 2018) är det inte känt om det existerar någon skadlig kod som utnyttjar säkerhetshålet. Informationsstölden är svår att detektera och det är inte säkert att den kan hindras med antivirusprogram eftersom den skadliga koden inte behöver agera som datorvirus.
Säkerhetshålet berör främst Intels mikroprocessorer, men även mikroprocessorer från Qualcomm
 och ARM är berörda.

## Historik
Säkerhetshålet upptäcktes av tre instanser oberoende av varandra: forskare på Googles säkerhetslabb Project Zero,
Technische Universität Graz och företaget Cyberus Technology. Berörda företag informerades av Google i juli 2017.[källa behövs] Planen var ursprungligen att Meltdown och Spectre skulle offentliggöras den 9 januari 2018[källa behövs] då Linux operativsystemsutvecklare skulle göra en samordnad presentation av sina säkerhetsuppdateringar. Istället offentligtgjordes säkerhetshålet 3 januari 2018.
För att bemöta Meltdown har säkerhetsuppdateringar för Microsofts och Apples operativsystem börjat att distribueras sedan slutet av 2017, och fler uppdateringar förväntas komma. Farhågor har framförts om att enheternas prestanda skulle försämras märkbart av dessa säkerhetsuppdateringar eftersom de fördröjer switchning mellan processer, men tidiga benchmarktester visar ingen eller knappt mätbar försämring.
Operativsystemens säkerhetsuppdateringar för att motverka Meltdown (men inte Spectre) använder en teknik som i Linux-sammanhang kallas Kernel Page Table Isolation (KPTI eller PTI) som döljer kernelminne för användarprocesser.[källa behövs]

## Beskrivning
Informationsläckaget uppstår när information från förbjudna instruktioner som av processorn exekverats i förväg (spekulativ exekvering) lagras i processorns cacheminne. Meltdown innebär att informationen i cacheminnet hinner avläsas innan den nollställs, vilket den gör när processorn upptäcker att instruktionen som exekverats i förväg var förbjuden.
Säkerhetshålet uppstår i kombinationen mellan processoroptimeringsteknikerna out-of-order-exekvering, spekulativ exekvering och CPU-cachning. Optimeringsteknikernas bieffekter, i de berörda processorerna, åsidosätter adressrymdsbehörighetsskyddet för virtuellt minne, vilket möjliggör användarprogramåtkomst av oåtkomligt kernelminne.